# Útmutató házas férfiaknak
Az Útmutató házas férfiaknak (eredeti cím: A Guide for the Married Man) 1967-ben bemutatott vígjáték. Főszereplő Walter Matthau, Robert Morse és Inger Stevens. A film rendezője az Oscar-díjas táncos, színész, énekes, rendező, producer és koreográfus, Gene Kelly.
A film DVD-n 2005. szeptember 6-án jelent meg.

## Cselekménye
|  | Alább a cselekmény részletei következnek! |

Paul Manning rájön, hogy legjobb barátja és szomszédja, Ed Stander csalja a feleségét. Kíváncsiságból kérdezgetni kezdi, mivel ő sem tudja megállni, hogy ne forduljon meg a csinos nők után, bár bevallása szerint szereti a feleségét. Ed elmondja neki, hogy ez igazából a jó házasság fenntartásához szükséges, és beavatja barátját a kisebb-nagyobb trükkökbe, és a különféle apró történetek során megismerjük a sikeres vagy sikertelen megcsalások technikáját. Paul közben kénytelen észrevenni a csinos szomszédasszony, a szőke Irma Johnson érdeklődését iránta (anélkül, hogy erre bármi okot adott volna).
Paul több trükköt kipróbál a gyakorlatban is (például azt mímeli, hogy amikor hazaérkezik, megcsúszik a lépcsőn és a megfájdult háta miatt rendszeresen gőzfürdőbe kell mennie), eldugott vendéglőket keres és közel kerül hozzá, hogy megcsalja a feleségét, de soha sem teszi meg.
A történet vége felé egy motel (szálláshely)szobába kerül egy elvált nővel, Jocelyn Montgomery-vel, azonban a meglepett nőnek arról beszél, mennyire szereti a feleségét és amikor egy közeli szobában újságírók rajtakapják legjobb barátját, Edet Mrs. Johnsonnal az ágyban, ekkor Paul pánikba esik, és a nővel együtt autóba vágja magát, majd miután a nőt kirakja kombinéban egy parkolóban, hazarohan a feleségéhez.
|  | Itt a vége a cselekmény részletezésének! |

## Szereposztás
Zárójelben a 2011-es magyar szinkron színészei vannak feltüntetve.
- Walter Matthau – Paul Manning, befektetési tanácsadó (Csankó Zoltán)
- Inger Stevens – Ruth Manning (Pikali Gerda)
- Sue Ane Langdon – Irma Johnson, Paul Manning szomszédasszonya (Solecki Janka)
- Jackie Russell – Miss Harris, Manning titkárnője
- Robert Morse – Ed Stander, Paul Manning legjobb barátja (Seszták Szabolcs)
- Aline Towne – Mousey Man felesége
- Claire Kelly – Harriet Stander (Sági Tímea)
- Eve Brent – Joe X szőke barátnője
- Marvin Brody – taxis
- Majel Barrett – Mrs. Fred V.

Az illusztrációként szolgáló apró történetekben sok ismert színész jelenik meg kameo-szerepekben.
A szinkron a Fantasy Film megbízásából az Active Kommunikációs Kft. Velenczey István műtermében készült 2011-ben.

## Fogadtatás
A kritikusok a kiinduló ötlet valószerűtlenségét tették szóvá: azt, hogy egy ideálisnak ábrázolt, csinos, vonzó, házias háziasszonyt, akit szeret a férje és ő is szereti a férjét, miért akarná a férje megcsalni. Megemlítik, hogy a nők háttérszerepet játszanak a filmben. A filmet csak a szereplők rajongóinak ajánlják megnézni.

## Díjak, jelölések
- 1968, Laurel Awards, „legjobb női alakítás vígjátékban” – Inger Stevens (jelölés)
- 1968, Writers Guild of America, USA, „legjobban megírt amerikai vígjáték” – Frank Tarloff (jelölés)

## Forgatási helyszínek
Los Angeles és környéke.

## Érdekesség
- A film főcímdalát, az A Guide for the Married Man szövegét Leslie Bricusse írta, zenéjét Johnny Williams szerezte, előadja a The Turtles együttes.

## Fordítás
Ez a szócikk részben vagy egészben  az   A Guide for the Married Man című angol Wikipédia-szócikk fordításán alapul.  Az eredeti cikk szerkesztőit annak laptörténete sorolja fel. Ez a jelzés csupán a megfogalmazás eredetét és a szerzői jogokat jelzi, nem szolgál a cikkben szereplő információk forrásmegjelöléseként.